# 흔린
흔린(昕隣, ?~?)은 신라의 귀족이다.

## 생애
대아찬(大阿飡) 관등을 지닌 그는 849년에 이찬 김식(金式)과 대흔(大昕) 등의 난에 연좌되어 처벌을 받았다.